# Hesperocnide
Hesperocnide ist eine Pflanzengattung in der Familie der Brennnesselgewächse (Urticaceae). Sie umfasst die beiden Arten Hesperocnide sandwicencis von der Insel Hawaiʻi und Hesperocnide tenella aus Kalifornien und Mexiko.

## Beschreibung

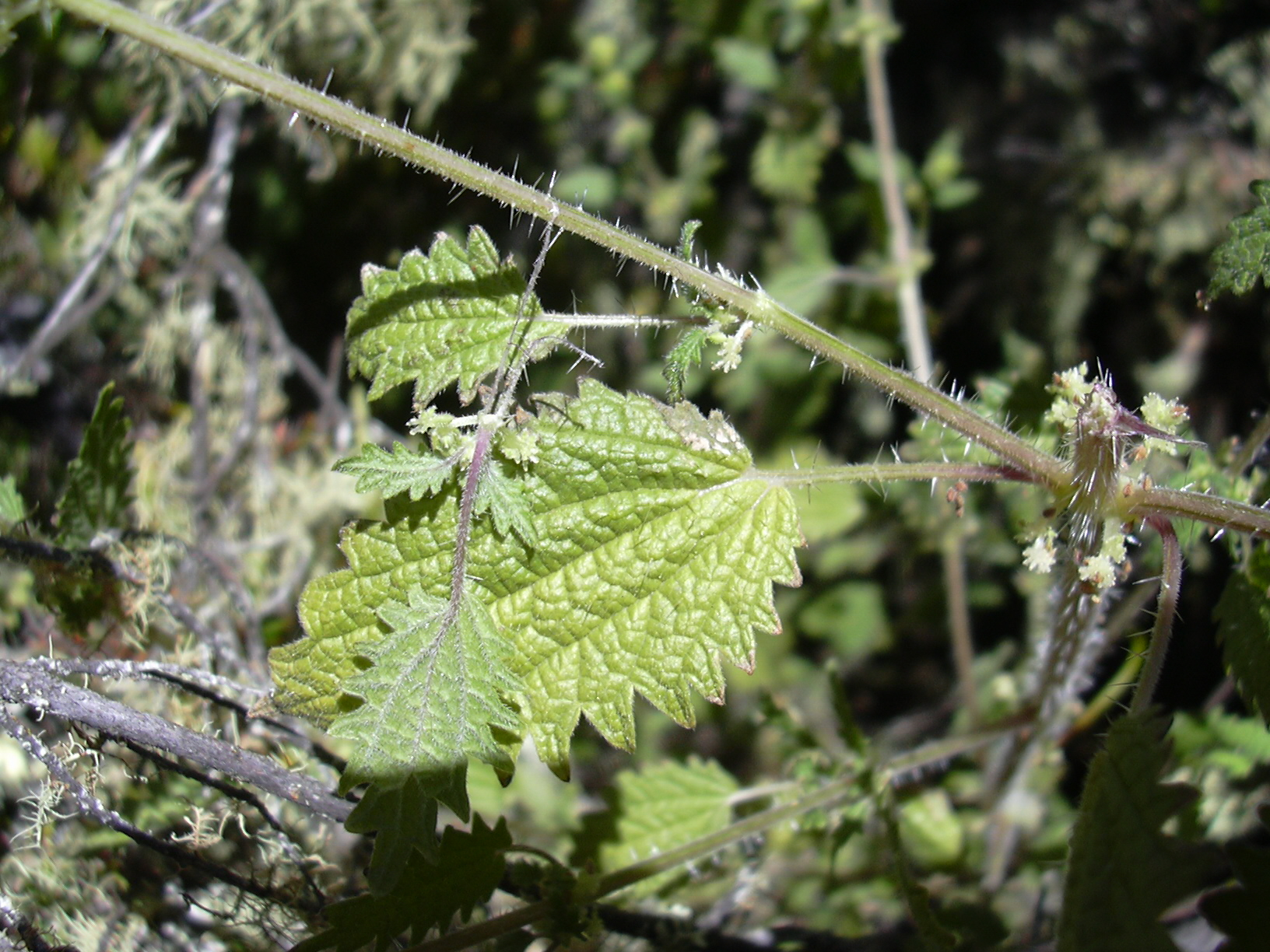
Stängel und Laubblatt von Hesperocnide sandwicensis

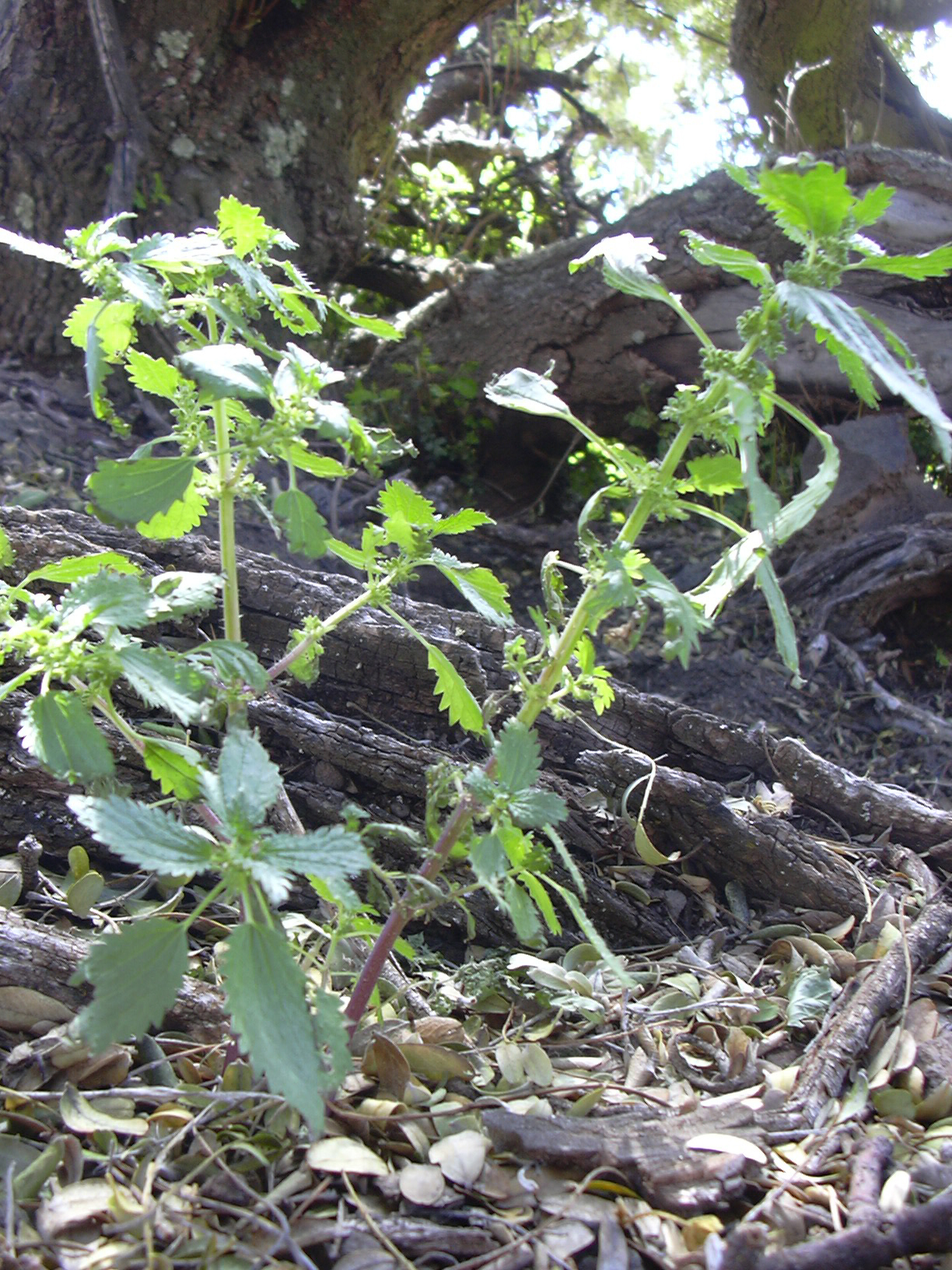
Habitus und Blütenstände von Hesperocnide sandwicensis

### Vegetative Merkmale
Hesperocnide-Arten sind einjährige, krautige Pflanzen. Sie enthalten Milchsaft. Die grünen Pflanzenteile besitzen Brennhaare und nicht nesselnde Haare. Die aufrechten, spreizenden oder zurückgebogenen Stängel besitzen wenige oder zahlreiche Brennhaaren. Die gegenständig angeordneten Laubblätter sind in Blattstiel und Blattspreite gegliedert. Die einfache Blattspreite ist mehr oder weniger breit eiförmig. Bei den obersten Blättern sind die Blattspreiten manchmal elliptisch. Die Blattränder sind grob gezähnt oder eingeschnitten. Die Blattspreite ist drei- bis fünfnervig. Die Cystolithen sind verlängert. Nebenblätter sind vorhanden.

### Generative Merkmale
Hesperocnide-Arten sind einhäusig getrenntgeschlechtig (monözisch). Die seitenständigen mehr oder weniger kugeligen, verlängert-traubigen oder rispigen Blütenstände enthalten viele Blüten. Tragblätter sind nicht vorhanden. Die eingeschlechtigen Blüten stehen in einem Blütenstand in reinmännlichen oder reinweiblichen, lockeren bis dichten Knäueln zusammen. Die vier gleich langen Blütenhüllblätter der männlichen Blüten sind frei, dabei überlappen sie sich und in der Knospe abgeflacht. Es gibt vier Staubblätter mit nierenförmigen Staubbeuteln. Der rudimentäre Stempel der männlichen Blüten ist verkehrt-eiförmig bis urnenförmig. Die vier Blütenhüllblätter der weiblichen Blüten sind röhrenförmig oder urnenförmig verwachsen, gleichmäßig kurzborstig behaart mit einem nahezu geschlossenen oberen Ende und besitzen zwei oder vier winzige Zähne. Die weiblichen Blüten besitzen keine Staminodien. Die Fruchtknoten sind gerade. Es ist kein Griffel erkennbar. Die haltbare Narbe ist büschelig.
Die fast ungestielte Achäne ist eiförmig seitlich abgeflacht. Die haltbare Blütenhülle umhüllt beutelartig die Achäne dicht und ist mit feinen, hakenförmigen Haare bedeckt.
Die Chromosomenzahl beträgt x = 12.

## Vorkommen
Hesperocnide sandwicencis kommt auf der Insel Hawaiʻi in subalpinen oder alpinen Hochland in Höhenlagen zwischen 1780 und 2600 Meter vor. Hesperocnide tenella gedeiht in Kalifornien und im mexikanischen nördlichen Baja California an Hängen, feuchten, schattigen Standorten im Chaparral, Wüsten, Grasländern und „Waldländern“ oder offenen Flächen in Höhenlagen von 0 bis zu 1000 Meter.

## Systematik
Die Gattung Hesperocnide wurde 1857 durch John Torrey in Reports of explorations and surveys: to ascertain the most practicable and economical route for a railroad from the Mississippi River to the Pacific Ocean, made under the direction of the Secretary of War, 4 (5), S. 139–140 aufgestellt. Typusart ist Hesperocnide tenella Torr.
Der wissenschaftliche Gattungsname Hesperocnide leitet sich von den griechischen Begriffen hespera für westlich und knide für Nessel ab. Dies ist eine Anspielung auf die Verbreitung von Hesperocnide tenella an der Westküste von Nordamerika.
Die Gattung Hesperocnide umfasst die beiden Arten:
- Hesperocnide sandwicencis Wedd.
- Hesperocnide tenella Torr.